# استان کرمانشاه در جنگ جهانی دوم
استان کرمانشاه در جنگ جهانی دوم یکی از مناطق ایران بود که صحنۀ درگیری میان نیروهای درگیر در جنگ بود. این استان توسط نیروهای متفقین و به طور مشخص نیروهای نظامی انگلستان و آمریکا اشغال شد.

## آغاز جنگ

### فروپاشی ارتش

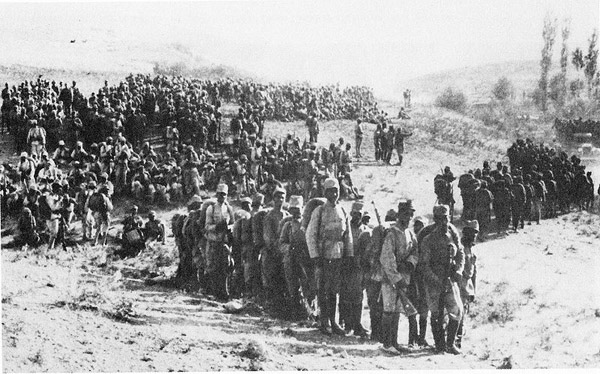
نیروهای ارتش شاهنشاهی ایران در روستای زیبری در نزدیکی کرمانشاه، اواخر اوت ۱۹۴۱.

نیروهای انگلستان و روسیه در روز ۳ شهریور ۱۳۲۰ علی‌رغم اعلام بی‌طرفی ایران، از جنوب، شمال و غرب وارد این کشور شدند. سپاه غرب (متشکل از لشکر ۱۲ کرمانشاه و لشکر ۵ سنندج، به فرماندهی سرلشکر حسن مقدم مراغه‌ای) تنها نیروی ارتش ایران بود که با ۳۰ هزار نیرو در برابر نیروهای انگلستان مقاومت کرده و ۴۸ ساعت با نیروهای انگلیسی جنگید. حسن مقدم مراغه‌ای که پیشتر اخبار و اطلاعاتی در رابطه با حملۀ وقوع انگلیسی‌ها دربافت کرده‌بود، منطقۀ تحت فرماندهی خود را به ۵ ناحیه تقسیم و به شرح زیر به یکان‌های تابعۀ سپاه غرب واگذار کرد:
1. محور بانه، تحت فرماندهی سرهنگ ۲، غلامرضا لشکری؛
2. محور مریوان، تحت فرماندهی سرگرد ساسانی؛
3. محور نوسود،تحت فرماندهی سرگرد بلوچ خسروی؛
4. محور قصر شیرین، پاتاق، سرپل ذهاب، اسلام‌آباد غرب، کرمانشاه، به عنوان خطرناک‌ترین محور، تحت فرماندهی سرهنگ نصرالله یزدانی؛
5. محور قصر شیرین، گیلان‌غرب، اسلام‌آباد غرب، تحت فرماندهی سرهنگ نصرالله افطسی.[۲]

در روز ۶ شهریور ۱۳۲۰ نیروهای انگلستان از شهر خانقین عراق و مرز قصر شیرین وارد استان کرمانشاه شدند و شهر قصر شیرین را به اشغال خود درآوردند. پس از اشغال قصر شیرین، نیروهای انگلستان به سمت نفتشهر و تأسیات نفتی این شهر حرکت کردند و پس از اشغال آن شهر، به سوی گیلانغرب حرکت کردند. در گیلانغرب ارتش ایران با ۲ هزار نفر سرباز در برابر انگلستان دست به مقاومت زد، اما نیروی هوایی ارتش بریتانیا وارد کارزار شده و مقاومت نیروهای ایرانی را در هم شکست. با تصرف گیلانغرب، نیروهای انگلستان به سوی سرپل ذهاب حرکت کرد و علی‌رغم مقاومت نیروهای ارتش ایران، این شهر نیز در مدتی کوتاه به تسخیر نیروهای انگلیسی درآمد. در اسلام‌آباد غرب نیز نیروهای ایرانی که می‌کوشیدند با ایجاد انفجار در جاده و مسدود ساختن آن با قطع درختان حاشیۀ راه حرکت نیروهای انگلستان را کند کنند، کاری از پیش نبردند. نیروهای انگلیس در بامداد روز ۲۸ اوت ۱۹۴۱ وارد حومۀ کرمانشاه شده و در محل روستای زیبری مقاومت پادگان ارتش ایران در این روستا را درهم شکسته و اسلام‌آّباد غرب را فتح کردند. فتح کرند برای انگلیسی‌ها در روز بعد، ۲۹ اوت انجام پذیرفت.

رژۀ تانک‌های ارتش انگلستان در خیابان سپه کرمانشاه و تسخیر شهر توسط متفقین، احتمالاً ۱۹۴۱.

پس از آن نیروهای انگلیسی با ارسال تلگرافی به سرلشکر حسن مقدم مراغه‌ای فرماندۀ سپاه غرب، به وی دستور ترک مقاومت داد. در همان روز نیروهای انگلیسی فرمان ترک سربازخانۀ دلگشای کرمانشاه را به صورت حضوری به سرلشکر مقدم صادر کردند. در روز ۱ سپتامبر ۱۹۴۱ پیغامی از تهران مبنی بر تسلیم شدن دولت پهلوی به ارتش کرمانشاه می‌رسد. بنابراین ارتش کرمانشاه نیز خود را تسلیم می‌کند و در روز ۱ سپتامبر شهر کرمانشاه نیز به اشغال نیروهای انگلستان درمی‌آید. از آنجا که این سربازخانه روی تپه‌ای در مجاورت رودخانۀ آبشوران قرار داشت، انگلیسی‌ها نمی‌توانستند در کنار رودخانه اردو بزنند، چرا که در تیررس نیروهای ایران واقع می‌شدند. طبق فرمان نیروهای انگلیسی، نیروهای ایرانی می‌باید در همه حال فاصلۀ ۲۵ کیلومتری از انگلیسی‌ها را حفظ می‌کردند.
بنابراین نیروهای ایرانی در برابر انگلیسی‌ها تسلیم شده و سرهنگ ابراهیم ارفع از سوی انگلیسی‌ها به عنوان مأمور انتظامات داخل کرمانشاه و نیز رابط بین نیروهای انگلیسی و فرمانده نیروهای ایران انتخاب شد. پس از اشغال کرمانشاه، فرماندهی نیروهای انگلیسی تصمیم به حرکت به سوی سنندج می‌گیرند،اما برای نظم‌دهی به نیروها در روانسر اردویی بر پا می‌کنند. پس از چند روز سروان رحیمی  فرماندۀ گردان احتیاط ارتش به دستور سرلشکر مقدم مراغه‌ای نیروهای خود را به سوی پاوه و نوسود برد و تمامی افراد را مرخص کرده و اسلحه و مهمات گردان خود را تحویل داده و در ساختمان ژاندارمری پاوه قرار داد. در این زمان میان ارتش ایران و شورشیان کرد عراقی در روز ۱۴ شهریور ۱۳۲۰ درگیری پیش می‌آید و جمعی از نیروهای ارتش ایران و از آن جمله گروهبان دوم محمدعلی مطلق‌زاده در این درگیری کشته می‌شوند. در این درگیری‌ها پادگان نوسود سقوط می‌کند و سلاح به دست منافقین کرد می‌افتد.

### قیام در هرسین
در شرایطی که ارتش ایران در کرمانشاه تسلیم شده و پادگان‌ها سقوط کرده‌بودند، یکی از افسران ارتش به نام سروان محمدخان رجبی که اهل هرسین و روستای چقاسعید بود، با صدور فرمان نظامی کلیهٔ سربازان اهل هرسین را فرامی‌خواند تا برای تسخیر هرسین به سوی این شهر حرکت کنند. رجبی به دنبال آن بود تا هم جلوی پیشروی مهاجمین بیگانه را بگیرد و هم در هرسین حوزه‌ای مستقل برای خود به وجود بیاورد. وی موفق می‌شود نیرویی قابل توجه از سربازان و درجه داران را با تعداد زیادی مسلسل سبک و مقادیری تفنگ و مهمات آماده کند. نیروهای محمدخان رجبی پس از تسخیر ساختمان فرمانداری هرسین، این شهر را مستقل اعلام کرده و به روایتی خود را پادشاه می‌خواند. اگرچه برخی از اهالی با او همراه می‌شوند و از وی پشتیبانی می‌کنند، اما برخی دیگر علیه وی متحد می‌شوند. دو برادر به نام‌های حسن بگ و حسین بگ رهبری مخالفان سلطان محمدخان رجبی را بر عهده می‌گیرند. درگیری میان دو نیرو بر سر حکومت بر هرسین  آغاز می‌شود. در دقایق اولیهٔ نبرد، یکی از دو برادر مخالف توسط رجبی کشته می‌شود، اما برادر دیگر موفق می‌شود محمد رجبی را به ضرب گلوله بکشد. مخالفان رجبی  بدن وی را قطعه‌قطعه کرده و به حکومت وی پایان می‌دهند. مردم هرسین و روستاهای اطراف پیکر این سردار وطن پرست را به طرز با شکوهی تشییع و برای خاکسپاری عازم قم می شوند.

## اوضاع در شهر کرمانشاه

سربازان انگلیسی در داخل تاق بزرگ، در تاق بستان، احتمالاً ۱۹۴۱.

در شرایطی که در نقاط مختلف ایران قحطی به وجود آمده‌بود، نیروهای انگلستان سیلوی کرمانشاه را به آتش کشیدند.

## پایان جنگ
کرمانشاه به مدت ۴ سال و ۶ ماه در اشغال نیروهای انگلستان و آمریکا بود. با پایان جنگ در سال ۱۹۴۵ میلادی (۱۳۲۴ خورشیدی) نیروهای انگلستان و آمریکا از استان کرمانشاه خارج شدند.